# Orzens
Orzens – miejscowość i gmina (commune) w zachodniej Szwajcarii, w kantonie Vaud, w okręgu (district) Jura-Nord vaudois.   

## Demografia
W Orzens mieszka 201 osób. W 2021 roku 5,5% populacji gminy stanowiły osoby urodzone poza Szwajcarią.